# Ліланд (Міссісіпі)
Ліланд (англ. Leland) — місто (англ. city) в США, в окрузі Вашингтон штату Міссісіпі. Населення — 3988 осіб (2020).

## Географія
Ліланд розташований за координатами 33°24′17″ пн. ш. 90°53′27″ зх. д. / 33.40472° пн. ш. 90.89083° зх. д. (33.404834, -90.890925).  За даними Бюро перепису населення США в 2010 році місто мало площу 9,41 км², з яких 9,31 км² — суходіл та 0,11 км² — водойми.

## Демографія
Згідно з переписом 2010 року, у місті мешкала 4481 особа в 1670 домогосподарствах у складі 1163 родин. Густота населення становила 476 осіб/км².  Було 1950 помешкань (207/км²).
Расовий склад населення:
| - 71,1 % — чорних або афроамериканців - 27,1 % — білих - 0,4 % — азіатів - 0,2 % — корінних американців |

До двох чи більше рас належало 0,6 %. Частка іспаномовних становила 0,8 % від усіх жителів.
За віковим діапазоном населення розподілялося таким чином: 26,8 % — особи молодші 18 років, 61,0 % — особи у віці 18—64 років, 12,2 % — особи у віці 65 років та старші. Медіана віку мешканця становила 35,2 року. На 100 осіб жіночої статі у місті припадало 85,9 чоловіків;  на 100 жінок у віці від 18 років та старших — 80,9 чоловіків також старших 18 років.
Середній дохід на одне домашнє господарство  становив 46 807 доларів США (медіана — 27 700), а середній дохід на одну сім'ю — 53 396 доларів (медіана — 38 750). Медіана доходів становила 39 267 доларів для чоловіків та 30 806 доларів для жінок. За межею бідності перебувало 32,8 % осіб, у тому числі 39,7 % дітей у віці до 18 років та 17,4 % осіб у віці 65 років та старших.
Цивільне працевлаштоване населення становило 1541 осіб. Основні галузі зайнятості: освіта, охорона здоров'я та соціальна допомога — 21,7 %, роздрібна торгівля — 10,6 %, мистецтво, розваги та відпочинок — 9,4 %.